# 昭和48年豪雪
昭和48年豪雪（しょうわ48ねんごうせつ）とは1973年（昭和48年）11月〜1974年（昭和49年）3月の豪雪、雪害である。四八豪雪（よんぱちごうせつ）、秋田豪雪（あきたごうせつ）などとも呼ばれる。
特に秋田県においては必ず歴史的豪雪として挙げられるが1977年（昭和52年）、1981年（昭和56年）、1984年（昭和59年）の豪雪が掲載されている『理科年表』の「日本の主な気象被害」の一覧表には四八豪雪は挙げられていない。

## 秋田県での状況
- 1973年（昭和48年）
  - 11月 - 山間部で40〜50cm、秋田市でも19cmの積雪（11月の積雪量記録の第1位）
  - 12月上旬 - 山間部で100〜200 cm、沿岸部で20〜50cmの積雪。沿岸部では60年ぶりの積雪量。秋田市では1960年（昭和35年）1月中旬の大雪以来の「雪捨て列車」を運行。東京方面への飛行機20便中12便欠航。特に12月10日には国道と県道が全面的に通行止め、電線の断線による停電
- 1974年（昭和49年）
  - 1月
    - 中旬 - 交通は混乱し、建物の倒壊や雪崩による死者も
    - 下旬 - 記録的な大雪と猛吹雪のため国鉄が全面運休

  - 2月中旬 - 寒波に伴い積雪量増加。雪崩、建物倒壊、鉄道運休、国道不通
  - 3月中旬 - 100年ぶりの大雪
  - 4月1日 - 東成瀬村で雪崩、3名死亡
- 被害総額 158億5161万円
- 死者 13人
- 負傷者 29人
- 建物倒壊・浸水被害 503戸
- 最深積雪
  - 秋田市（旧） - 117 cm
  - 東成瀬村 - 420 cm（田子内）
  - 横手市（旧） - 259 cm
  - 大曲市 - 221 cm
  - 湯沢市（旧） - 221 cm